# Bystrzyca (Basses-Carpates)
Pour les articles homonymes, voir Bystrzyca.
Bystrzyca est une localité polonaise de la gmina d'Iwierzyce, située dans le powiat de Ropczyce-Sędziszów en voïvodie des Basses-Carpates.